# Вудца
Вудца (Vodca) — словацький термін, що означає вождь, аналог статусу фюрера в нацистській Німеччині, дуче в фашистській Італії, каудильйо у франкістській (фалангістській) Іспанії, поглавника в усташистській Хорватії. Термін застосовувався щодо Йозефа Тісо як президента незалежної Словаччини з 1942 року.